# 梶尾真治
梶尾 真治（かじお しんじ、1947年12月24日 -）は、日本のSF作家。熊本県生まれ。ニックネームはカジシン。
1971年、SF同人誌『宇宙塵』に掲載された『美亜へ贈る真珠』が早川書房の『SFマガジン』に転載されてプロデビューした。家業であるガソリンスタンド・チェーンのカジオ貝印石油を亡父・真蔵より引き継ぎ、社長業兼務で作家活動を続けていたが、2004年に「専業作家宣言」を行った。
熊本県在住であり、熊本を舞台にした作品が多い。作風はリリカルなもの、純愛もの、ドタバタもの、グロテスクものまで幅広い。デビュー作も含めて時間（タイムトラベルや永遠）と恋愛や女性を絡めた作品が多数みられる。

## 略歴
1947年12月24日、熊本県に生まれる。
小学校の頃からSF作品に親しみ、特に手塚治虫の『メトロポリス』、『鉄腕アトム』に熱中した。
中学2年の時に『宇宙塵』同人となる。当時最年少会員であった。
高校2年で九州のSFファンとともに同人グループ「てんたくるず」を結成する。熊本マリスト学園高等学校卒業。
福岡大学経済学部へ進学。
大学卒業後は家業をつぐため、名古屋の石油会社で2年間勤務。名古屋滞在中もファンダム活動は継続されており、1970年には『宇宙塵』148号に『美亜へ贈る真珠』を発表する。
1971年に『美亜へ贈る真珠』が『SFマガジン』3月号に転載され、プロデビューを果たし、リリカルでロマンチシズムあふれる作風がSFファンに注目を集めることになる。その頃、熊本にもどり家業であるカジオ貝印石油へ入社。その後、家業に専念するために休筆。
1978年に『SFマガジン』4月号にドタバタSF『フランケンシュタインの方程式』が掲載され再デビューとなる。以後、本格的な執筆活動に入るが、家業と兼業ということもあって、作品数は多くは無かった。1986年、SFファン活動の功績により柴野拓美章を受章した。
1999年に発表された長編『黄泉がえり』は、2003年に映画化もされ、作家としての存在を広く印象付けた。
2004年に作家専業を宣言すると、矢継ぎ早に作品を発表し、日本SF界を支えるベテラン作家になっている。

## 賞歴
- 『地球はプレイン・ヨーグルト』 - 1979年 第10回星雲賞受賞日本短編作品部[8]。
- 柴野拓美賞 - 1986年 SFファン活動における功績にたいして
- 『未踏惑星キー・ラーゴ』 - 1987年 第28回熊日文学賞受賞
- 『時尼に関する覚え書』 - 1990年 第2回SFマガジン読者賞受賞
- 『サラマンダー殲滅』 - 1991年 第12回日本SF大賞受賞[9]
- 『恐竜ラウレンティスの幻視』 - 1992年 第23回星雲賞受賞日本短編作品部門[8]
- 『あしびきデイドリーム』 - 2001年 第32回星雲賞受賞日本短編作品部門[8]
- 『黄泉びと知らず』 - 2004年 第35回星雲賞受賞日本短編作品部門[8]
- 『怨讐星域』 - 2016年 第47回星雲賞日本長編作品部門[8]

## 父・梶尾真蔵との関係
梶尾真治の初期の執筆活動は、父・梶尾真蔵との関係を抜いては語れない。真蔵は当時はカジオ貝印石油社長である経済人であっただけではなく、俳名を黙魚といい、句集『鰭酒』(ひれざけ)を出すなど熊本の文化人の間では知られた俳人でもあった。
真蔵は息子・真治のSF執筆活動を快く思っておらず、執筆を厳しく禁じていた時期もあったと言われている。当時の熊本においては、一部のSFファン以外の真治および真治の作品に対する評価は決して高いとは言えず、「タカがトンビを生んだ」（光岡明）というのが一般的な見方だったとされる。
1978年に真蔵が逝去するが、その前後から『SFマガジン』などにおいて、主に短編であるが作品が増えてくる。その頃の佳作に「清太郎出初式」（『地球はプレイン・ヨーグルト』所収）がある。H. G. ウェルズの『宇宙戦争』へのオマージュであるその作品は、火星人は当時（明治33年）の日本へも攻撃を加えていたとし、九州中央部（熊本）における火星人と日本人の闘いを描いたものである。主人公は名鳶職と呼ばれた父親に反発している高所恐怖症の男である。作品の冒頭において主人公の父は火星人の攻撃により死亡するが、様々な人々との触れあいを通し、後半では主人公は亡き父の想いを理解する。
その後は父・真蔵への想いを感じる作品はあまりなかったが、2000年に発表した『黄泉がえり』において再び息子と死んだ父との関りが描かれている。

## その他
『かりそめエマノン』のあとがきの中で、「娘夫婦が開発チームに加わった」テレビゲーム『高機動幻想ガンパレード・マーチ』が、自身の作品『あしびきデイドリーム』とともに2001年の星雲賞を取ったことを表明、さらには「孫にも星雲賞を取らせて星雲賞三代記も夢ではない」と将来の夢を語っている。
かつて熊本市にあったバー「DEVIL'S LUCK」（現在は閉店）の常連でもあった。

## 著書

### 小説

#### エマノンシリーズ
- おもいでエマノン（1983年6月 徳間書店 / 1987年12月 徳間文庫 / 2000年9月 徳間デュアル文庫 / 2013年12月 徳間文庫〔新装版〕）
- さすらいエマノン（1992年1月 徳間書店 / 2001年2月 徳間デュアル文庫 / 2014年1月 徳間文庫）
- かりそめエマノン（2001年10月 徳間デュアル文庫 / 2014年2月 徳間文庫版の『まろうどエマノン』に収録された）
- まろうどエマノン（2002年11月 徳間デュアル文庫 / 2014年2月 徳間文庫）
- ゆきずりエマノン（2011年5月 徳間書店 / 2014年3月 徳間文庫）
- うたかたエマノン（2013年11月 徳間書店 / 2016年11月 徳間文庫）
- たゆたいエマノン（2017年4月 徳間書店 / 2020年4月 徳間文庫）

#### ヌークリアス・ファミリイ・シリーズ
- 占星王をぶっとばせ!（1985年6月 シャピオ〈みき書房〉 / 1987年4月 新潮文庫）
- 占星王はくじけない!（1987年12月 新潮文庫）

#### 中・短編集
- 地球はプレイン・ヨーグルト（1979年5月 ハヤカワ文庫）
- 時空祝祭日（1981年3月 早川書房 / 1983年7月 ハヤカワ文庫）
- 綺型虚空館（1984年7月 早川書房）
  - 【改題】宇宙船〈仰天〉号の冒険
- 躁宇宙・箱宇宙（1985年4月 徳間文庫）
- ゑゐり庵綺譚（1986年11月 徳間書店 / 1992年2月 徳間文庫 / 2009年6月 扶桑社文庫） - 連作短編集
- チョコレート・パフェ浄土（1988年12月 ハヤカワ文庫）
- 有機戦士バイオム（1989年10月 ハヤカワ文庫） - ショートショート
- ヤミナベ・ポリスのミイラ男（1990年2月 早川書房 / 2006年2月 光文社文庫） - 連作短編集
- 恐竜ラウレンティスの幻視（1991年8月 ハヤカワ文庫）
- 泣き婆伝説（1993年1月 ハヤカワ文庫）
- スカーレット・スターの耀奈（1994年11月 アスペクト / 2004年8月 新潮文庫）
- クロノス・ジョウンターの伝説―タイムラグ・ラブストーリー（1994年12月 朝日ソノラマ / 1999年6月 ソノラマ文庫ネクスト / 2003年6月 ソノラマ文庫 / 2015年2月 徳間文庫） - 連作中編集
  - 新編 クロノス・ジョウンターの伝説（2005年7月 朝日ソノラマ） - 連作短編集
  - クロノス・ジョウンターの伝説∞インフィニティ（2008年2月 朝日新聞出版） - 連作短編集
- 百光年ハネムーン（1995年4月 出版芸術社）
- ちほう・の・じだい（1997年9月 ハヤカワ文庫）
- 梶尾真治短篇傑作選
  - ロマンチック篇 美亜へ贈る真珠（2003年7月 ハヤカワ文庫）
    - 美亜へ贈る真珠［新版］（2016年12月 ハヤカワ文庫JA） - 『時の果の色彩』追加収録

  - ノスタルジー篇 もう一人のチャーリイ・ゴードン（2003年8月 ハヤカワ文庫）
  - ドタバタ篇 フランケンシュタインの方程式（2003年9月 ハヤカワ文庫）
- 黄泉びと知らず（2003年8月 新潮文庫）
- 時の“風”に吹かれて（2006年6月 光文社 / 2008年12月 光文社文庫）
- ムーンライト・ラブコール（2007年4月 光文社文庫）
- メモリー・ラボへようこそ（2010年1月 平凡社） - 連作中編集
- クロノスの少女たち（2011年8月 朝日ノベルズ）

#### 長編
- 未踏惑星キー・ラーゴ（1986年10月 新潮文庫 / 1992年1月 ハヤカワ文庫）
- サラマンダー殲滅（1990年10月 朝日ソノラマ / 1992年2月 ソノラマノベルス【上・下】 / 1994年7月 ソノラマ文庫【上・下】 / 1999年2月 ソノラマ文庫ネクスト / 2006年9月 光文社文庫【上・下】 / 2018年12月 徳間文庫【上・下】）
- ドグマ・マ＝グロ（1993年3月 ソノラマノベルス / 2003年4月 新潮文庫）
- ジェノサイダー―滅びの戦士たち（1994年5月 ソノラマ文庫）
- OKAGE（1996年5月 早川書房 / 1999年5月 ハヤカワ文庫 / 2004年1月 新潮文庫）
- 黄泉がえり（2000年10月 新潮社 / 2002年12月 新潮文庫）
- インナーネットの香保里（2004年7月 青い鳥文庫） - ジュブナイル
- 未来のおもいで（2004年10月 光文社文庫）
- 波に座る男たち（2005年7月 講談社 / 2009年9月 講談社文庫）
- 精霊探偵（2005年9月 新潮社 / 2006年6月 大活字文庫【1-4】 / 2008年2月 新潮文庫）
- つばき、時跳び（2006年10月 平凡社 / 2010年6月 平凡社文庫）
- 悲しき人形つかい（2007年2月 光文社 / 2009年7月 光文社文庫）
- あねのねちゃん（2007年12月 新潮社 / 2010年6月 新潮文庫）
- アイスマン。ゆれる（2008年3月 光文社 / 2010年10月 光文社文庫）
- 穂足（ほたる）のチカラ（2008年9月 新潮社 / 2012年1月 新潮文庫）
- ボクハ・ココニ・イマス 消失刑（2010年2月 光文社）
- 壱里島奇譚（2010年9月 祥伝社 / 2013年9月 祥伝社文庫）
- ダブルトーン（2012年5月 平凡社）
- アラミタマ奇譚（2012年7月 祥伝社/ 2015年7月 祥伝社文庫）
- 怨讐星域（2015年5月 ハヤカワ文庫【1-3】）
- 猫の惑星（2015年10月 PHP研究所）
- 杏奈は春待岬に（2016年3月 新潮社）
- 黄泉がえり again（2019年3月 新潮文庫）

### 絵本
- ギャル・ファイターの冒険―Dr.ファナティックの陰謀（1989年6月 小峰書店） - 絵・新井苑子
- しりとり佐助シリーズ - 絵・サカイノビー
  1. にんじゅつつかいになりたい（2010年9月 そうえん社）
  2. 幽丹斎せんせいのでし（2011年4月 そうえん社）

### ノベライズ
- 笑うバルセロナ（1993年9月 文春文庫） - 原作：ジョージ・ルーカス
- この胸いっぱいの愛を（2005年10月 小学館文庫）

### エッセイ
- カジシンの躁宇宙 オンリー・イエスタデイ1982〜1996（1997年10月 平凡社）
- カジシンの躁宇宙＋馬刺し編（2000年9月 熊本日日新聞社）
- タイムトラベル・ロマンス 時空をかける恋－物語への招待（2003年7月 平凡社）
- カジシンエッセイ（高橋酒造公式Webサイトにて掲載中）

### その他
- ゴールデン・エイジ 〜映画 それぞれの黄金時代〜（2003年6月 博文舎） - 園村昌弘との映画に関する対談
- きみがいた時間 ぼくのいく時間―タイムトラベル・ロマンスの奇跡―（2006年6月 朝日ソノラマ） - バラエティブック

### アンソロジー
「」内が梶尾真治の作品
- 幻覚のメロディ（1981年6月 集英社文庫）「さびしい奇術師」
- 日本SFの大逆襲!（1994年11月 徳間書店）「絶唱の瞬間」
- 異形コレクション（廣済堂文庫）
  - 2 侵略!（1998年2月）「赤い花を飼う人」
  - 4 悪魔の発明（1998年5月）「柴山博士臨界超過！」
  - 8 月の物語（1999年1月）「六人目の貴公子」
  - 10 時間怪談（1999年5月）「時縛の人」
  - 15 宇宙生物ゾーン（2000年3月）「魅の谷」
- 平成都市伝説（2004年10月 中央公論新社C★NOVELS）「わが愛しの口裂け女」
- 妖異七奇談（2005年1月 双葉文庫）「清太郎出初式」
- 血と薔薇の誘う夜に―吸血鬼ホラー傑作選（2005年9月 角川ホラー文庫）「干し若」
- 猫路地（2006年4月 日本出版社）「猫視」
- とっさの方言（2012年8月 ポプラ文庫） - エッセイアンソロジー「なばんごつ、するけんね」
- てのひらの宇宙 星雲賞短編SF傑作選（2013年3月 創元SF文庫）「恐竜ラウレンティスの幻視」
- 不思議の扉 時をかける恋（2010年2月 角川文庫）「美亜へ贈る真珠」
- 怪獣文藝の逆襲（2015年3月 KADOKAWA）「ブリラが来た夜」
- 短篇ベストコレクション 現代の小説2016（2016年6月 徳間文庫）「辺境の星で」
- アステロイド・ツリーの彼方へ 年刊日本SF傑作選（2016年6月 創元SF文庫）「たゆたいライトニング」

## メディア・ミックス

### テレビドラマ
- 世にも奇妙な物語 '96聖夜の特別編「恐怖のカラオケ歌合戦」（1996年12月24日、フジテレビ系、主演：野村宏伸、原作：絶唱の瞬間『日本SFの大逆襲!』所収）
- ダブルトーン〜2人のユミ〜（2013年6月29日-、全6話、NHK BSプレミアム、主演：中越典子、黒谷友香）[10]

### 映画
- 黄泉がえり（2003年1月18日公開、配給：東宝、監督：塩田明彦、主演：草彅剛）
- この胸いっぱいの愛を（2005年10月8日公開、配給：東宝、監督：塩田明彦、主演：伊藤英明、原作：鈴谷樹里の軌跡『クロノス・ジョウンターの伝説』所収）
- レイニーブルー（2025年7月8日公開予定、配給：桃、監督：柳明日菜、主演：柳明日菜）[11]

### 舞台
- 演劇集団キャラメルボックス
  - クロノス（2005年11月初演、原作：吹原和彦の軌跡『クロノス・ジョウンターの伝説』所収）
  - あしたあなたあいたい（2006年3月初演、原作：布川輝良の軌跡『クロノス・ジョウンターの伝説』所収）
  - ミス・ダンデライオン（2006年3月初演、原作：鈴谷樹里の軌跡『クロノス・ジョウンターの伝説』所収）
  - すべての風景の中にあなたがいます（2009年2月-3月初演、原作：未来のおもいで）
  - 南十字星（サザンクロス）駅で（2010年2月初演、原作：野方耕市の軌跡『クロノス・ジョウンターの伝説』所収）
  - つばき、時跳び（2010年8月初演）

### 漫画
- エマノンシリーズ -鶴田謙二により漫画化、単行本が徳間書店（リュウコミックス）から刊行。鶴田は徳間デュアル文庫版以降の小説版のイラストも担当している。
  1. おもいでエマノン（2008年5月）
  2. さすらいエマノン（2012年4月）
  3. 續さすらいエマノン（2013年11月）
  4. 續々さすらいエマノン（2018年4月）
- クロノス・ジョウンターの伝説 - アサミ・マートにより漫画化、単行本がフレックスコミックスから刊行。